# أفراهام سيلا
أفراهام سيلا (بالعبرية: אברהם סלע‏)‏ (14 سبتمبر 1945 في العراق - ) مؤرخ، ومستشرق، وعالم سياسة من إسرائيل.